# Oreopanax macleanii
Oreopanax macleanii är en araliaväxtart som beskrevs av Berthold Carl Seemann. Oreopanax macleanii ingår i släktet Oreopanax och familjen Araliaceae. Inga underarter finns listade.